# Ночной агент (телесериал, 2023)
Ночной агент (англ. The Night Agent) — американский конспирологический триллер от Шона Райана для Netflix.
Премьера телесериала состоялась на Netflix 23 марта 2023 года. Сериал продлен на второй сезон. Премьера второго сезона запланирована на начало 2025 года. 9 октября 2024 года сериал официально продлили на третий сезон, еще до выхода второго. 
Премьера второго сезона сериала состоится на Netflix 23 января 2025 года. 

## Сюжет
Ответственный за линию экстренной связи агент ФБР отвечает на звонок, погружающий его в масштабный заговор. Чтобы спасти нацию, он отправляется на охоту на предателя, одновременно защищая бывшего технического директора от людей, убивших его тётю и дядю.

## В ролях

### Основной состав
- Габриэль Бассо — Питер Сазерленд
- Лючиане Бьюкэнэн — Роуз Ларкин
- Ив Харлоу — Эллен
- Хонг Чау — Диана Фарр
- Сара Дежарден — Мэдди Редфилд
- Энрике Мурсиано — Бен Алмора
- Д. Б. Вудсайд — Эрик Монкс
- Фола Эванс-Акингбола — Челси Аррингтон
- Феникс Рэй — Дейл

## Обзор сезонов
| Сезон | Сезон | Эпизоды | Дата показа    | Дата показа    |
| Сезон | Сезон | Эпизоды | Премьера       | Финал          |
| ----- | ----- | ------- | -------------- | -------------- |
|       | 1     | 10      | 23 марта 2023  | 23 марта 2023  |
|       | 2     | 10      | 23 января 2025 | 23 января 2025 |

## Список эпизодов

### Сезон 1 (2023)
| № общий | № в сезоне | Название                                           | Режиссёр         | Автор сценария          | Дата премьеры |
| --- | ---------- | -------------------------------------------------- | ---------------- | ----------------------- | ------------- |
| 1 | 1          | «Звонок» «The Call»                                | Сет Гордон       | Шон Райан               | 23 марта 2023 |
| Работая в отделе ночных действий, агент ФБР Питер получает сигнал бедствия, и вскоре его назначают ответственным за защиту эксперта по кибербезопасности Роуз. |            |                                                    |                  |                         |               |
| 2 | 2          | «Повторный набор» «Redial»                         | Сет Гордон       | Шон Райан               | 23 марта 2023 |
| 3 | 3          | «Смотритель зоопарка» «The Zookeeper»              | Гай Ферленд      | Шон Райан & Мунис Рашид | 23 марта 2023 |
| 4 | 4          | «Только глаза» «Eyes Only»                         | Рамаа Мозли      | Сет Фишер               | 23 марта 2023 |
| 5 | 5          | «Марионетка» «The Marionette»                      | Гай Ферленд      | Кори Дешон              | 23 марта 2023 |
| 6 | 6          | «Сажени» «Fathoms»                                 | Рамаа Мозли      | Имоджен Браудер         | 23 марта 2023 |
| 7 | 7          | «Лучше всего подавать холодным» «Best Served Cold» | Адам Аркин       | Тиффани Шоу Хо          | 23 марта 2023 |
| 8 | 8          | «Возвращение» «Redux»                              | Адам Аркин       | Рэйчел Вульф            | 23 марта 2023 |
| 9 | 9          | «Дьявол, которого мы знаем» «The Devil We Know»    | Миллисент Шелтон | Мунис Рашид             | 23 марта 2023 |
| 10 | 10         | «Отец» «Fathers»                                   | Миллисент Шелтон | Сет Фишер               | 23 марта 2023 |

## Производство

### Разработка
24 декабря 2020 года было объявлено, что Sony Pictures Television выпустит сериал-адаптацию романа Мэтью Квирка «Ночной агент». 21 июля 2021 года сериал был приобретён Netflix, а 23 марта 2023 года был выпущен на платформе. 29 марта 2023 Netflix продлил его на второй сезон. Съёмочный процесс второго сезона стартовал 6 февраля 2024 года в Таиланде, а завершился 15 июня. Премьера второго сезона состоялась 23 января 2025 года.
Съёмочный процесс третьего сезона стартовал в Стамбуле в конце 2024 года, а затем продолжится в Нью-Йорке и Вашингтоне. Премьера третьего сезона состоится в 2026 году.

## Оценки
Следуя статистике Netflix, у сериала в первые 25 дней было 605,62 миллиона часов просмотра, что сделало его шестым в списке самых просматриваемых сериалов на платформе.

### Критика
Агрегатор рецензий Rotten Tomatoes сообщил, что рейтинг сериала — 74 % со средней оценкой в 6,5/10, составленный из 31 рецензии. По мнению критиков, «Ночной агент» — это «обычный шпионский триллер, рассказанный с похвальной бравадой». Metacritic, который использует средние показатели, отметил рейтинг в 68 из 100 баллов, основанный на 13 рецензиях.